# Andrea Dellacasa
Andrea Dellacasa (Charata, provincia del Chaco; 19 de julio de 1978) es una vedette y actriz argentina que ha desarrollado su carrera en Chile. Conocida por participar en el reality show 1810 y por ser panelista de Así somos. También es conocida por ser Miss Reef (2007), Reina de la Vedetón (2008) y del Festival de Viña del Mar (2011).

## Carrera
Nació en Chaco, pero creció en la ciudad turística de Villa Carlos Paz, Provincia de Córdoba.
En 2003 formó parte del elenco de la revista Noche fascinante en Villa Carlos Paz junto a Beatriz Salomón y Mario Sánchez.
Llegó a vivir a Chile junto con su amiga Yamila Reyna en 2004. 
En 2007 ganó el tradicional concurso de verano Miss Reef y en 2008 obtiene el primer lugar de la Vedetón (Teletón).
En 2009 fue semifinalista del reality show 1810 y del concurso de baile Fiebre de baile.
Durante 2010 fue panelista de los programas Así somos, Intrusos y Alfombra roja.
En 2011, fue la tercera argentina en salir elegida reina del Festival de Viña del Mar (después de Pampita y Luciana Salazar).
Fue la animadora del backstage del programa Mi nombre es... de Canal 13 conducido por Sergio Lagos durante las primeras tres temporadas.
En 2013 le llega su primer papel importante en ficción, después de haber participado en capítulos de Infieles y Teatro en CHV, para la serie Bim Bam Bum de TVN.

## Vida personal
Es hermana mayor de Diego Dellacasa (actual pareja de Janis Pope). Fue pareja del argentino Gabriel Martina, con quien convivió durante dos años (2006-2008). En 2009 fue novia de Gonzalo Egas a quien conoció en el reality 1810.
Es amiga cercana de los argentinos que viven en Chile como Mariana Marino, Agustín Pastorino y Joche Bibbó.
El 28 de diciembre de 2023 contrajo matrimonio con el futbolista y entrenador español Toni García.

## Televisión

### Participaciones
| Año        | Programa        | Rol                          | Notas               |
| ---------- | --------------- | ---------------------------- | ------------------- |
| 2008       | Teletón         | Participante (ganadora)      | Segmento: "Vedetón" |
| 2009       | 1810            | Participante (semifinalista) |                     |
| 2009       | Fiebre de baile | Participante (semifinalista) | 6 episodios         |
| 2010, 2015 | Así somos       | Panelista                    |                     |
| 2010       | Intrusos        | Panelista                    |                     |
| 2010       | Alfombra roja   | Panelista                    |                     |
| 2011– 2012 | Mi nombre es... | Animadora (backstage)        | 3 temporadas        |
| 2013, 2014 | Juga2           | Participante                 | 2 episodios         |
| 2013       | Salta si puedes | Participante                 | Capítulo 7          |
| 2013       | Killer Karaoke  | Participante                 | Capítulo 7          |
| 2015       | Vértigo         | Participante                 | 2 episodios         |

### Actriz
| Año  | Programa              | Rol             | Notas                               |
| ---- | --------------------- | --------------- | ----------------------------------- |
| 2003 | Rebelde Way           | Melody          | Episodio 137, Temporada 2           |
| 2009 | Infieles              | Victoria Martín | Episodio: "En el aire"              |
| 2009 | Teatro en CHV         | Nicole          | Episodio: "Amor mundial"            |
| 2010 | Infieles              | Maura           | Episodio: "Regalo de Navidad"       |
| 2013 | Teatro en CHV         | Javiera         | Episodio: "Memorias de un gásfiter" |
| 2013 | Bim Bam Bum           | Eva Capossiello | 10 episodios                        |
| 2013 | Socias                | Fran Montaner   | 4 episodios                         |
| 2014 | La canción de tu vida | Marla           | Episodio: "Sexo"                    |
| 2014 | Mamá meltrozo         | Vanina Amenábar | 3 episodios                         |

## Teatro
- 2003: "Noche Fascinante" - Vedette (Teatro Bar de Villa Carlos Paz)
- 2014: "No le tengo envidia a los hombres, Dr. Freud" - (Teatro Mori Plaza Vespucio de Santiago)